# Jaworzyna Kamienicka
Jaworzyna Kamienicka (1288 m) – szczyt Gorców, drugi pod względem wysokości po Turbaczu i najwyższy szczyt Gorczańskiego Parku Narodowego. Jest jednym z wielu ramion Turbacza. Przez górali nazywana była też Jaworzyną Bulandową.
Tuż przed I wojną światową lasy na Jaworzynie Kamienickiej i w okolicach Polany Gabrowskiej zostały całkowicie wyrąbane, a pozyskane z nich drewno trafiło do pruskich i węgierskich fabryk. W 1914 r. Kazimierz Ignacy Sosnowski pisał: Dziko tu, głucho i odludnie, a lasy, które ją zdobiły legły pod toporem. Obecnie stoki Jaworzyny Kamienickiej porasta las świerkowy o charakterze regla górnego. Sam szczyt jest niewybitny, słabo wyróżniający się płaskiej wysoczyźnie. Z powodu płaskiego terenu góra w wielu miejscach jest podmokła. Góra należy jednak do najbardziej widokowych w Gorcach, dzięki temu, że na jej północno-wschodnich zboczach, nieco poniżej wierzchołka, znajduje się polana Jaworzyna. Rozciągają się z niej widoki na pobliskie szczyty Kudłonia i Gorca z ich polanami podszczytowymi, głęboką dolinę potoku Kamienicy oraz szczyty Beskidu Wyspowego i Sądeckiego. Przy szlaku turystycznym na polanie tablica informacyjna z panoramą szczytów i opisem polany. W górnym rogu polany znajduje się pochodząca z 1904 roku tzw. Kapliczka Bulandy. Jest ona najstarszym zabytkiem sztuki sakralnej znajdującym się w granicach Parku. Została wybudowana przez legendarnego gorczańskiego bacę i czarownika, Tomasza Chlipałę, znanego jako Bulanda. Na tej polanie przez ponad 50 lat wypasał owce i woły. Legenda podaje, że z bacówki zszedł w wieku 100 lat, zawdzięczając znakomite zdrowie recepturze na napój szczęścia i długowieczności.
Na zachodnim krańcu Jaworzyny znajduje się szczelinowa Jaskinia w Jaworzynie w Gorcach (także Zbójecka Jama), która była według podań kryjówką wielu tutejszych zbójników. W okolicach podobno straszy odrąbana głowa zastępcy herszta zbójników. Ponieważ przewyższał on zdolnościami herszta, ten podstępnie go zabił, a głowę wyrzucił do jaru. Według podań, gdy ktoś ją znajdzie, to ona i tak powróci na swoje miejsce, tak bowiem jest przywiązana do Jaworzyny.
Jaworzyna Kamienicka bywała też ostoją wilków. Sebastian Flizak w 1936 roku zanotował opowiadanie o tym, jak juhasi wybrali wilczęta z nory i przetrzymywali je w szałasie, który był potem oblegany przez stado wilków.
Przez Jaworzynę Kamienicką biegnie granica między miejscowościami Zasadne w powiecie limanowskim (stoki północne) i Ochotnica Górna w powiecie nowotarskim (stoki południowe).

## Szlaki turystyczne
odcinek: Gorc – Przysłop Dolny – Przysłop – Przysłop Górny – Średniak – polana Jaworzyna – Trzy Kopce – Polana Gabrowska – Hala Długa – Turbacz. Odległość 10,4 km, suma podejść 370 m, suma zejść 270 m, czas przejścia 2 godz. 50 min, z powrotem 2 godz. 30 min.
 od kapliczki Bulandy do Jaskini Zbójnickiej. 10 min (↑ 20 min)
 rowerowy z przełęczy Przysłop przez Dolinę Kamienicy i Polanę Jaworzyna Kamienicka na Turbacz.

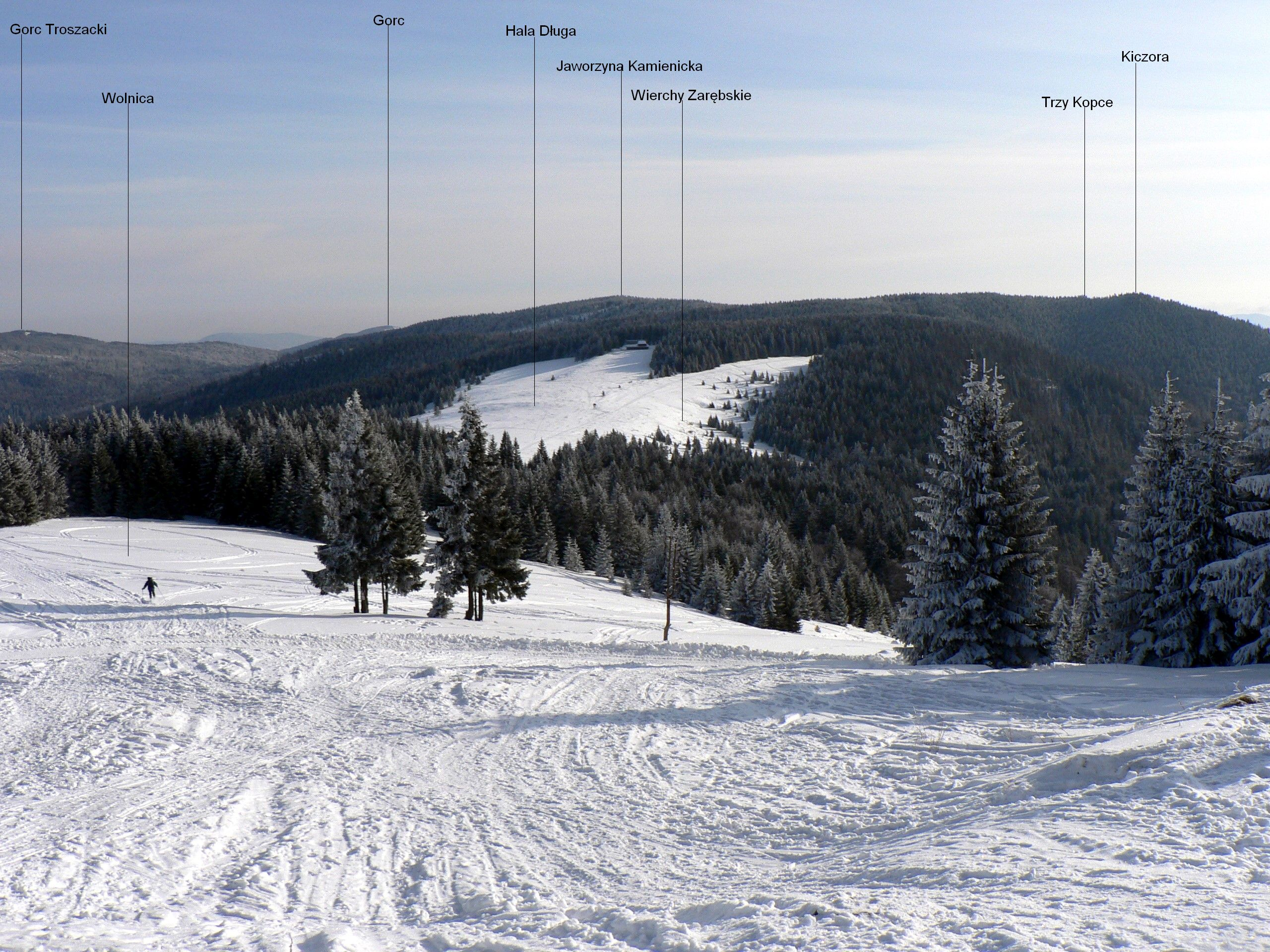
widok z Turbacza
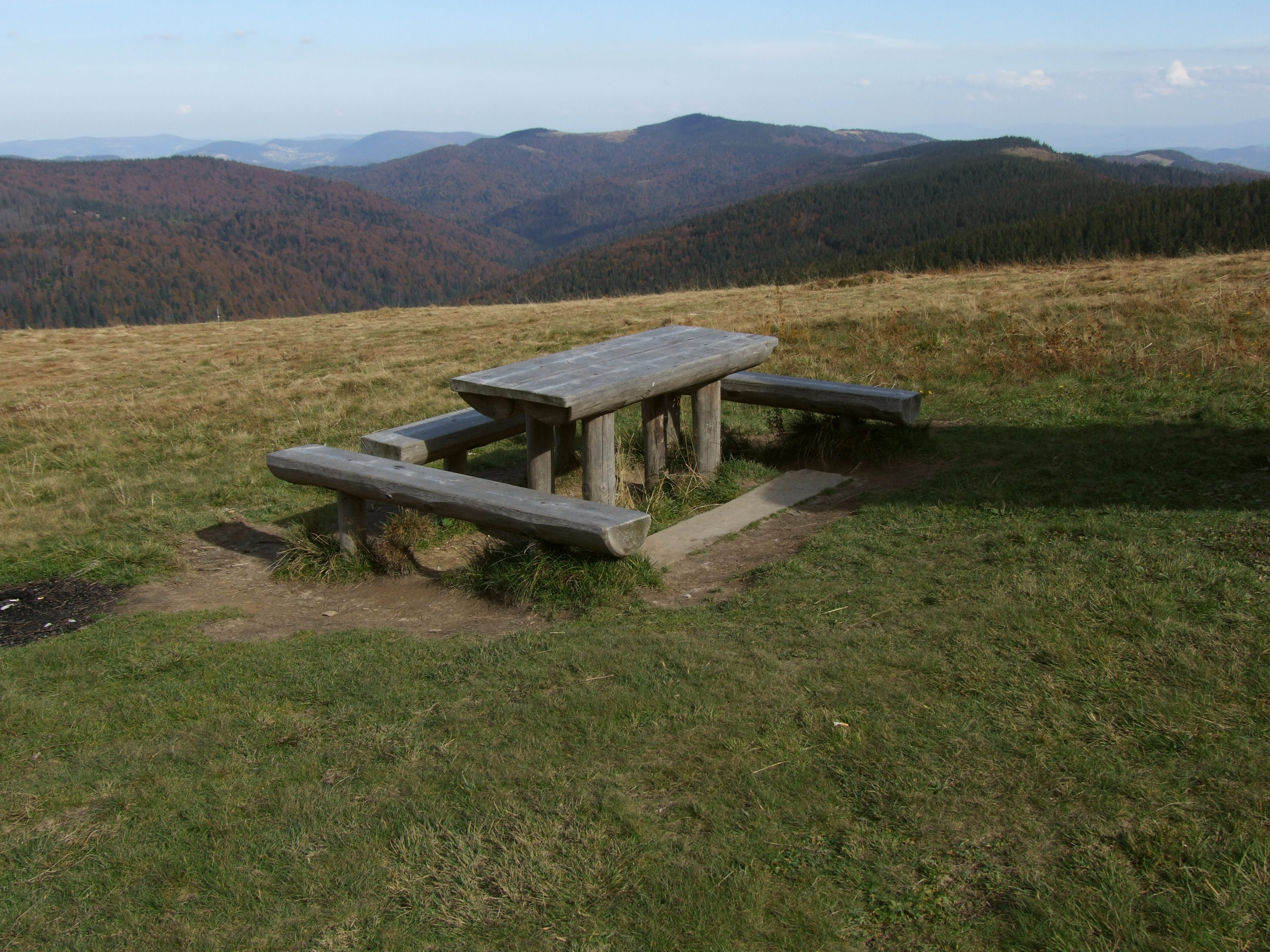
Widok z polany na Jaworzynie Kamienickiej
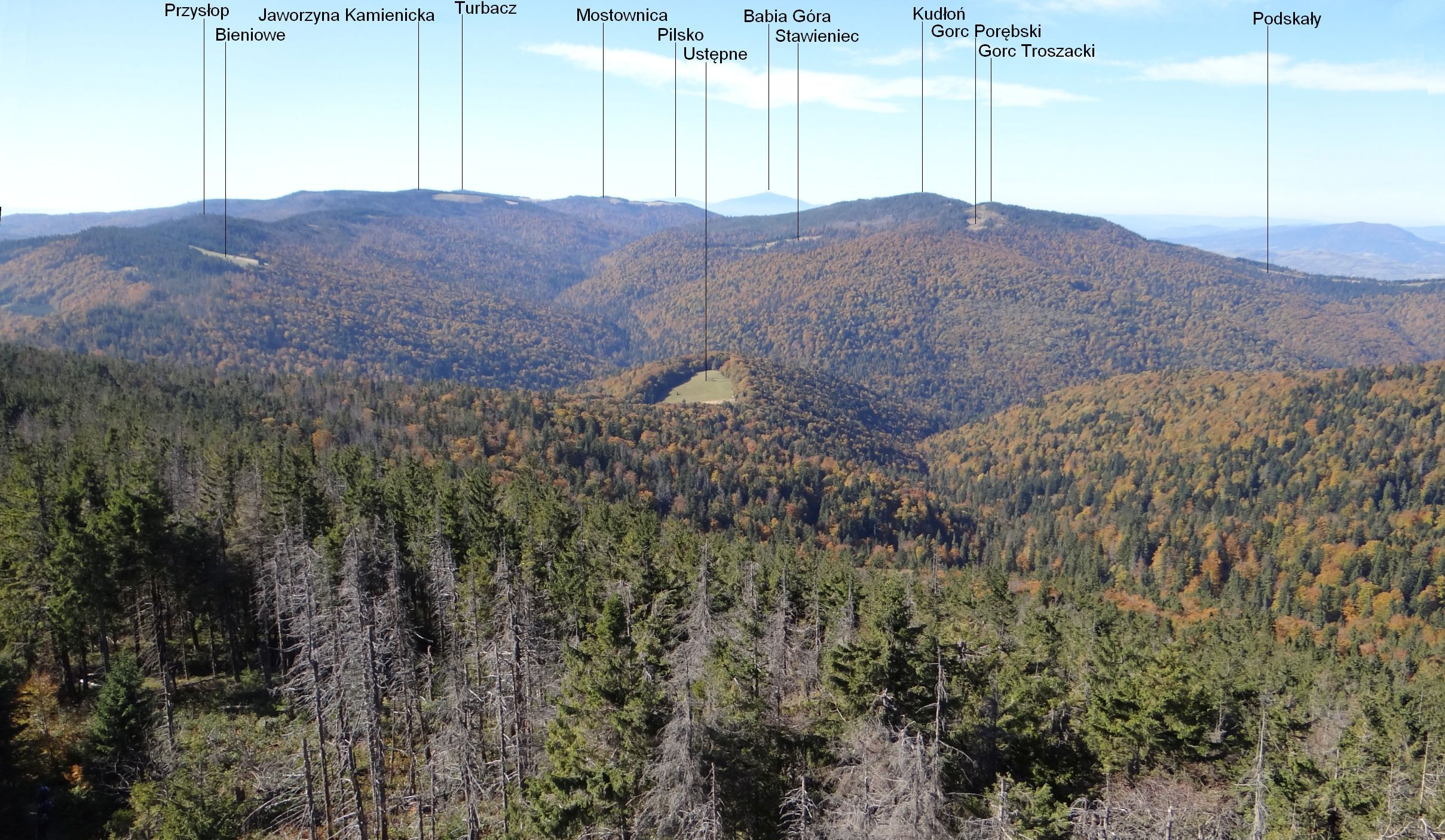
Widok z wieży widokowej na Gorcu